# Вашингтон (Индијана)
Вашингтон (енгл. Washington) град је у америчкој савезној држави Индијана.

## Демографија
По попису из 2010. године број становника је 11.509, што је 129 (1,1%) становника више него 2000. године.
| Група             | 2000.          | 2010.         |
| Белци             | 10.660 (93,7%) | 9.980 (86,7%) |
| Афроамериканци    | 104 (0,9%)     | 123 (1,1%)    |
| Азијати           | 44 (0,4%)      | 122 (1,1%)    |
| Хиспаноамериканци | 472 (4,1%)     | 1.107 (9,6%)  |
| Укупно            | 11.380         | 11.509        |